# Chiesa di Santa Maria della Neve (Mezzanego)
La chiesa di Santa Maria della Neve è un luogo di culto cattolico situato nella frazione di Borgonovo Ligure, in via Mario Ginocchio, nel comune di Mezzanego nella città metropolitana di Genova. La chiesa è sede della parrocchia omonima del vicariato di Sturla e Graveglia della diocesi di Chiavari.

## Storia e descrizione

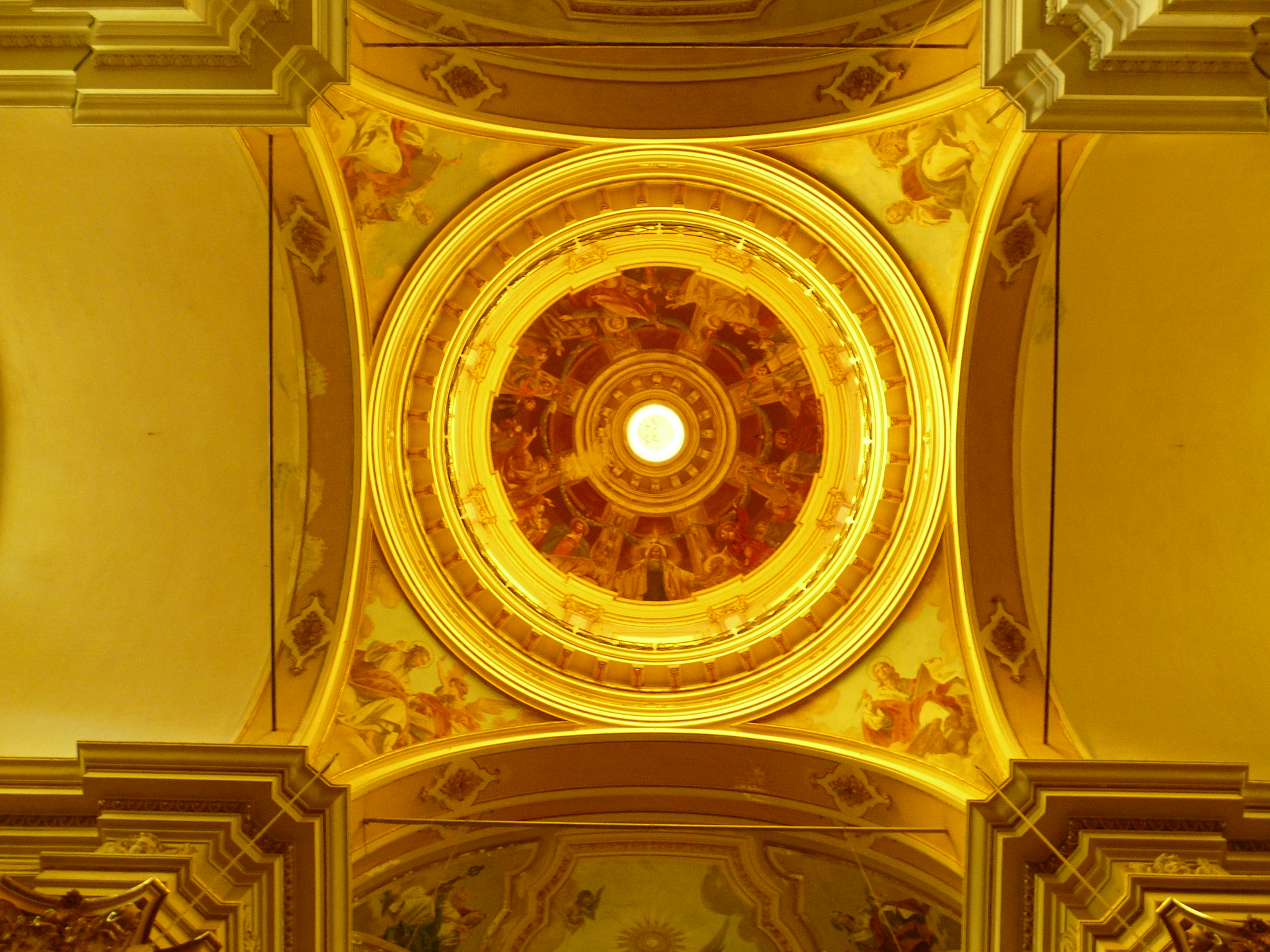
Particolare della cupola interna

Costruita e aperta al culto il 1º gennaio 1900, presenta una struttura divisa in tre navate, sormontate al centro da un'ampia cupola, con la presenza all'interno di stucchi di arte barocca.
Dopo il crollo del precedente, l'attiguo campanile è stato edificato tra il 1956 e il 1961 ed è dedicato in memoria ai caduti di Borgonovo nella prima e seconda guerra mondiale.
La chiesa, che ha ereditato il titolo parrocchiale dalla chiesa di Santa Margherita di Corerallo, i cui registri parrocchiali datano dal 1639, è Prevostura dal 6 agosto del 1909 e Arcipretura dal 28 maggio 1921.
Le feste principali sono dedicate a Maria, venerata come Madonna di Caravaggio e Madonna della Neve.